# Monas (algue)
Pour les articles homonymes, voir Monas.
Genre
Monas est un genre d’algues de la famille des Ochromonadaceae de la classe des Chrysophyceae.

## Liste d'espèces
Selon AlgaeBase (7 mars 2022) :
- Monas affinis Skuja
- Monas arhabdomonas H.Meyer
- Monas coronifera Skuja
- Monas cylindrica Skuja
- Monas dangeardii Lemmermann
- Monas mediovacuolata Skuja
  - variété Monas mediovacuolata var. facilis Skuja
- Monas mica O.F.Müller
- Monas minima Meyer
- Monas neglecta Skuja
- Monas profunda Skuja
- Monas socialis (Ehrenberg) Lemmermann
- Monas uniguttata Skuja